# Palača Corsini
Palača Corsini (talijanski: Palazzo Corsini) je kasno-barokna palača u Rimu; jedna od dvije lokacije u kojima je smještena Galleria Nazionale d'Arte Antica. Nalazi se na adresi Via della Lungara 10, Trastevere, pored vile Farnesina.

## Povijest
Palača Corsini, prije poznata pod nazivom Palazzo Riario, je palača iz 15. stoljeća koju je u 18. stoljeću obnovio arhitekt Ferdinando Fuga za kardinala Neria Maria Corsinia. Od 1659. – 1689., ova palača je bila dom ekscentrične švedske kraljice Kristine koja je abdicirala, prešla na katoličanstvo i preselila se u Rim. Pod njezinim pokroviteljstvom se u ovoj palači prvi put sastala Accademia degli Arcadi, talijanska književna akademija.
Tijekom Napoleonove okupacije Italije, u ovoj palači stanovao je i Joseph Bonaparte.
Danas se u palači nalaze i neki uredi Nacionalne akademije znanosti (Accademia dei Lincei) i Galerija Corsini, dok su njegovi vrtovi dio botaničkog vrta rimskog Sveučilišta La Sapienza.

## Galerija Corsini
Zbirka galerije Corsini je izložena na prvom katu palače, a sastoji se uglavnom od zbirke obitelji Corsini koju je ponajviše proširio kardinal Neri Maria Corsini u 17. stoljeću. Zbirku je svojim poklonima širio i njegov stric, papa Klement XII. God. 1883., palača je prodana državi, a obitelj je donirala svoju kolekciju pod uvjetom da ostane izložena na mjestu. Kolekcija se sastoji od mnoštva talijanske umjetnosti od rane renesanse do kasnog 18. stoljeća, te uključuje religijska i povijesna djela, ali i krajolike i žanr slikarstvo.

### Kronološka galerija zbirke palače Corsini
- Fra Filippo Lippi, Tarkvinska Gospa, oko 1437.
- Peter Paul Rubens, Mučeništvo sv. Sebastijana, oko 1608.
- Caravaggio, Sveti Ivan Krstitelj, 1604.
- Jusepe de Ribera, Odricanje sv. Petra, 1615.
- Nicolas Poussin, Ovidijev trijumf, oko 1624.
- Guido Reni, Saloma s glavom Ivana Krstitelja, oko 1632.
- Jusepe de Ribera, Venera i Adonis, 1637.
- Michelangelo Cerquozzi, U prolazu, oko 1650.
- Christian Berentz, Elegantna užina, oko 1717.
- Canaletto, Trg sv. Marka prema San Geminianu, oko 1735.

## Vanjske poveznice
- Palazzo Corsini, službene stranice